# Gezahegne Abera
Gezahegne Abera (amharisch ገዛኸኝ አበራ, * 23. April 1978 in Eteya) ist ein ehemaliger äthiopischer Marathonläufer, der als bislang einziger männlicher Läufer neben Stephen Kiprotich in dieser Disziplin sowohl Olympiasieger als auch Weltmeister wurde. Seine persönliche Bestzeit im Marathon liegt bei 2:07:54 h.

## Leben
Abera wuchs in einfachen Verhältnissen mit sieben Geschwistern, darunter Daniel Abera, in dem Dorf Etya in der heutigen Provinz Oromiyaa auf. Am 8. Juni 2003 heiratete Abera Elfenesh Alemu, eine der besten äthiopischen Marathonläuferinnen.
Aufgrund der sportlichen Erfolge im Marathonlauf erlangte Abera große Popularität in Äthiopien.

## Sportliche Erfolge
1999 wurde er Vierter beim Los-Angeles-Marathon und Elfter bei den Weltmeisterschaften in Sevilla. Beim Fukuoka-Marathon siegte er mit seiner persönlichen Bestzeit von 2:07:54 h. 2000 wurde er Zweiter beim Boston-Marathon und holte Gold bei den Olympischen Spielen in Sydney vor Erick Wainaina (Kenia) und seinem Landsmann Tesfaye Tola. 2001 wurde Abera Weltmeister im Marathon bei den Weltmeisterschaften in Edmonton. Dabei kam es zu einem packenden Finale, in dem sich Abera mit nur einer Sekunde Vorsprung gegen den Kenianer Simon Biwott durchsetzte. In Fukuoka siegte er erneut in 2:09:25 h. 2002 gewann Abera zum dritten Mal den Fukuoka-Marathon in 2:09:13 h. 2003 gewann er den London Marathon in 2:07:56 h.
Danach verhinderten Verletzungen eine Teilnahme an den Weltmeisterschaften 2003 und den Olympischen Spielen 2004. Aufgrund wiederkehrender Verletzungen endete seine Karriere in relativ jungen Jahren.